# Караулки (Гатчина)
Караулки (Парковые будки) — небольшие здания возле входов в Гатчинские парки.

## История и архитектура
В 1881 году, в Гатчине, при становлении города основной резиденцией нового императора — Александра III (прозванного впоследствии «Гатчинским затворником») возле входов в Гатчинские парки были построены караулки — небольшие жилые дома для парковых сторожей, чтоб те могли круглосуточно находиться возле ворот. Обязанностями сторожей были, как контроль прохода и проезда отдельных лиц на территорию императорских парков (аналог современных контрольно-пропускных пунктов), так и содержание, уборка участков возле ворот. Автором проекта являлся академик архитектуры Л. Ф. Шперер. Всего караулок было построено десять: четыре — у входов в Приоратский парк, три — у входов в комплекс парков Дворцовый (у Берёзовых ворот), Сильвия (у Чёрных ворот) и Зверинец (въезд в парк со стороны сегодняшней улицы Хохлова), а также три — у ворот на границах между парками (у Сильвийских, Каскадских и Зверинских ворот).
Каждая караулка представляет собой одноэтажное здание из красного кирпича, по углам выложенная известняком. Также, из известняка сделаны фундамент и крыльцо, обрамления оконных проёмов. При этом, окна чердака имеют круглую форму. В фасадах здания, за исключением торцевых, к которым примыкают флигеля — по одному окну (при этом, две караулки имеют в заднем фасаде по два окна). С торца к зданию примыкает кирпичный флигель с воротами (одна из караулок — у Берёзовых ворот — имеет два флигеля, ещё одна — на углу улицы Хохлова — без флигеля). Посередине здания расположена печь; над ней по центру крыши проходит труба-дымоход. (К настоящему времени в некоторых караулках печи демонтированы; у нескольких оставшихся трубы укорочены.)
За время своего существования в XIX—XX веках караулки пострадали незначительно,. Имеют условную нумерацию, в ряде документов называются «парковыми будками». В настоящее время используются следующим образом.

## Караулка № 1

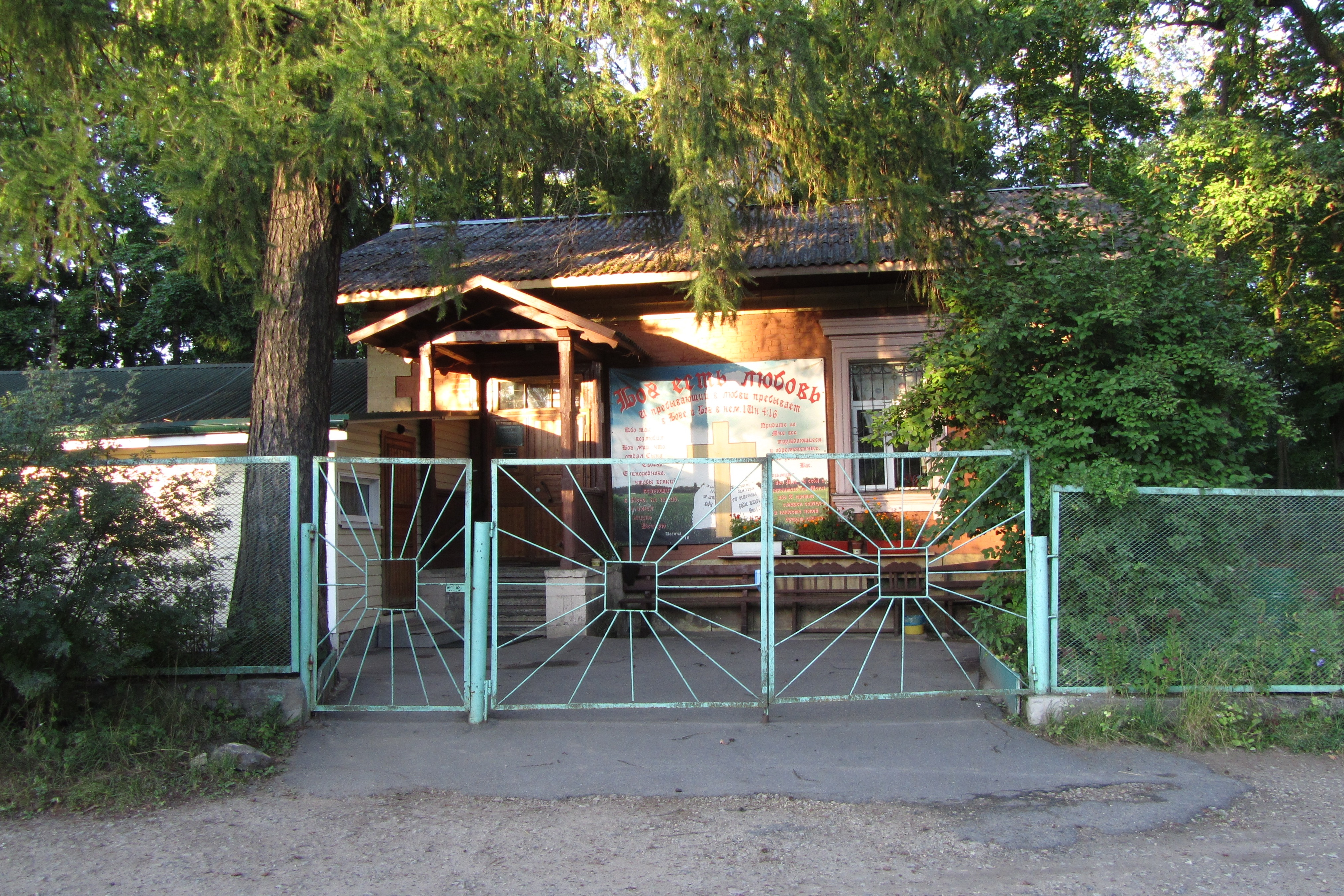
Караулка № 1 (2014 г.)

Расположена на самом южном входе в Приоратский парк, напротив платформ Варшавского вокзала. Изначально рядом были одни из ворот Приоратского парка, в настоящее время не существующие. С конца 1980-х годов здесь -«Молитвенный дом» городских баптистов, огороженный оградой из металлической сетки.

## Караулка № 2

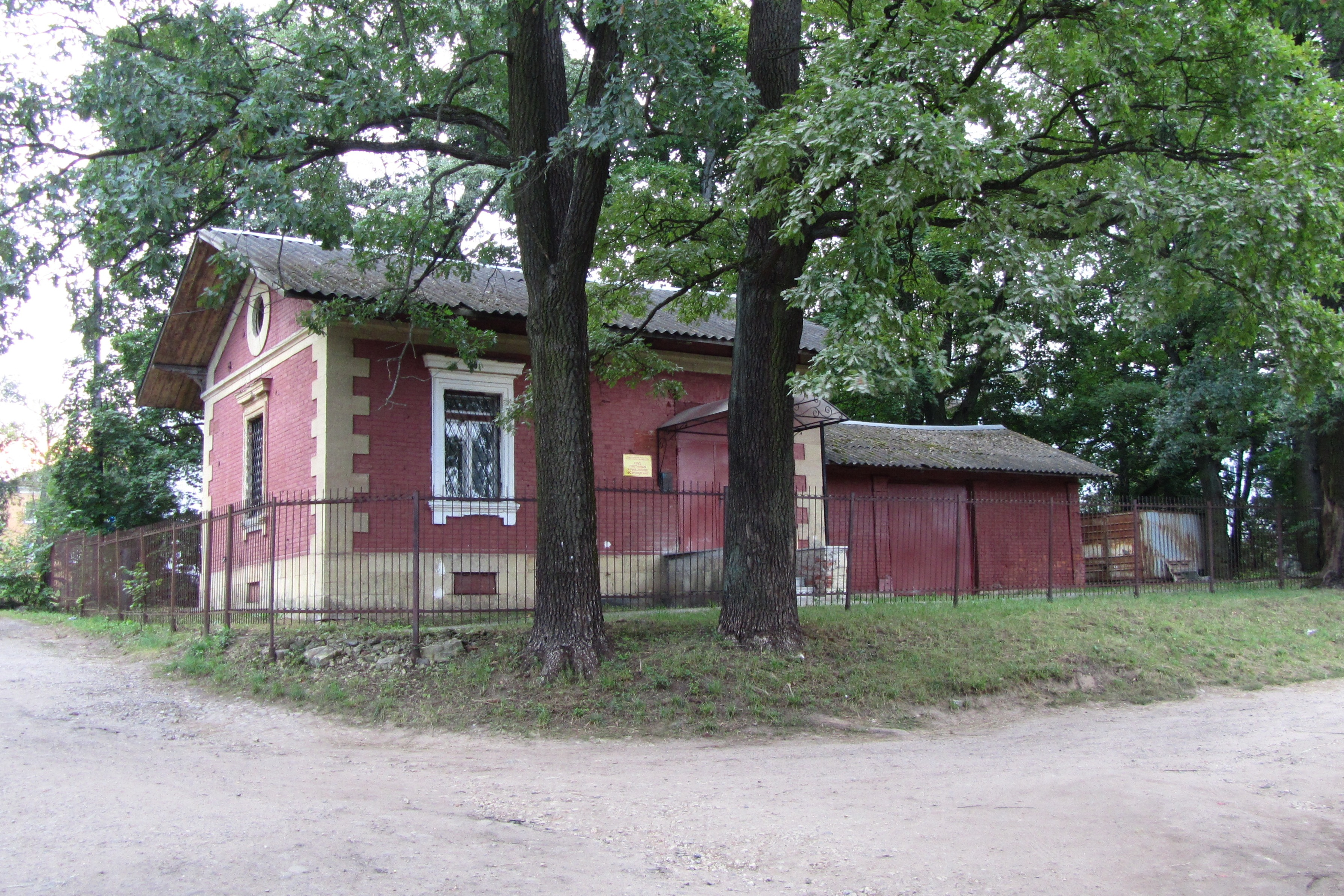
Караулка № 2 (2014 г.)

Вход в Приоратский парк со стороны современной улицы лейтенанта Шмидта (в 1881 году — улица Георгиевская), близ школы № 4. Также рядом были одни из «рядовых» ворот парка, исчезнувшие ещё во второй половине XX века. Сегодня здесь — клуб охотников и рыболовов «Возрождение»; здание огорожено металлической решёткой.

## Караулка № 3

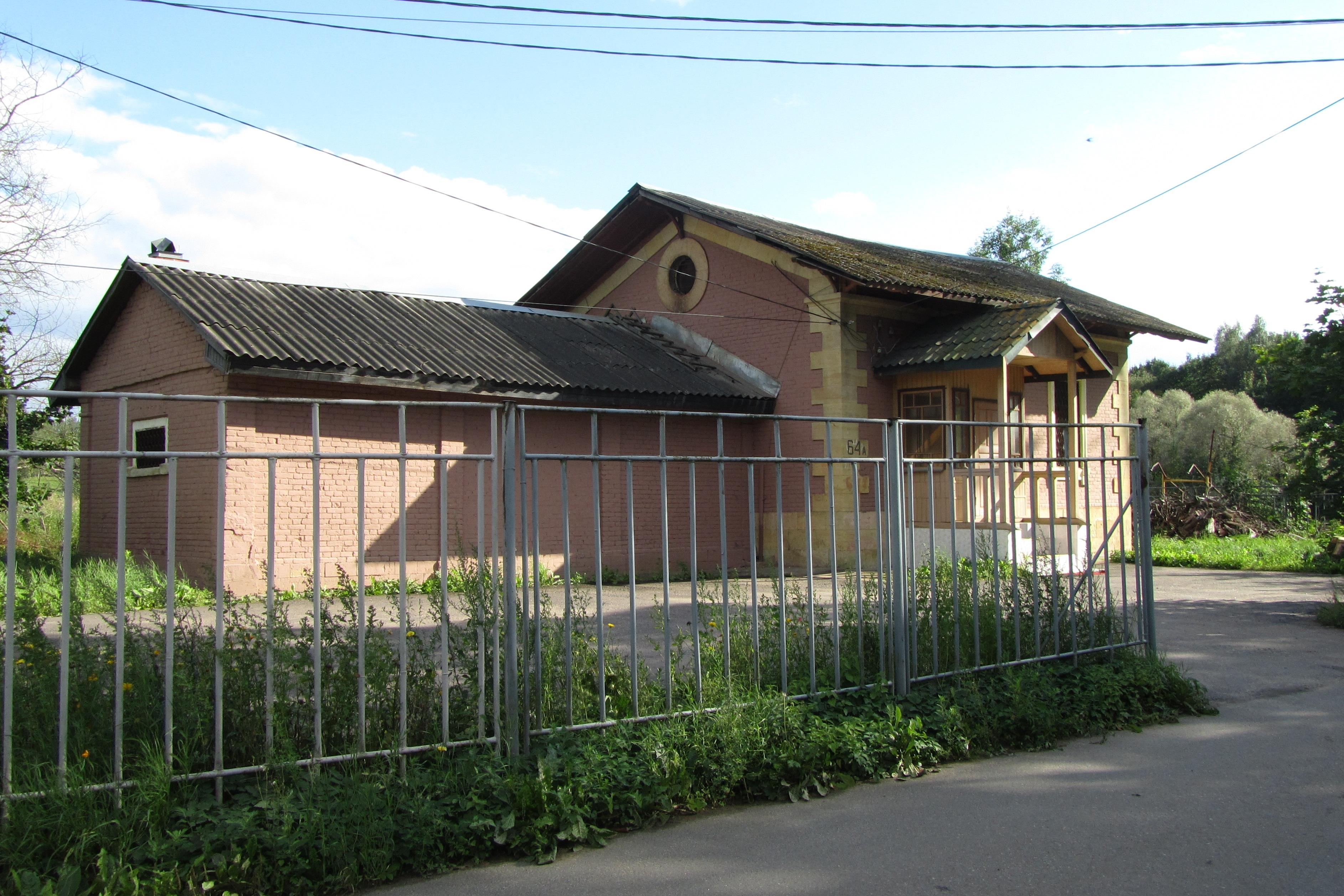
Караулка № 3 (2014 г.)

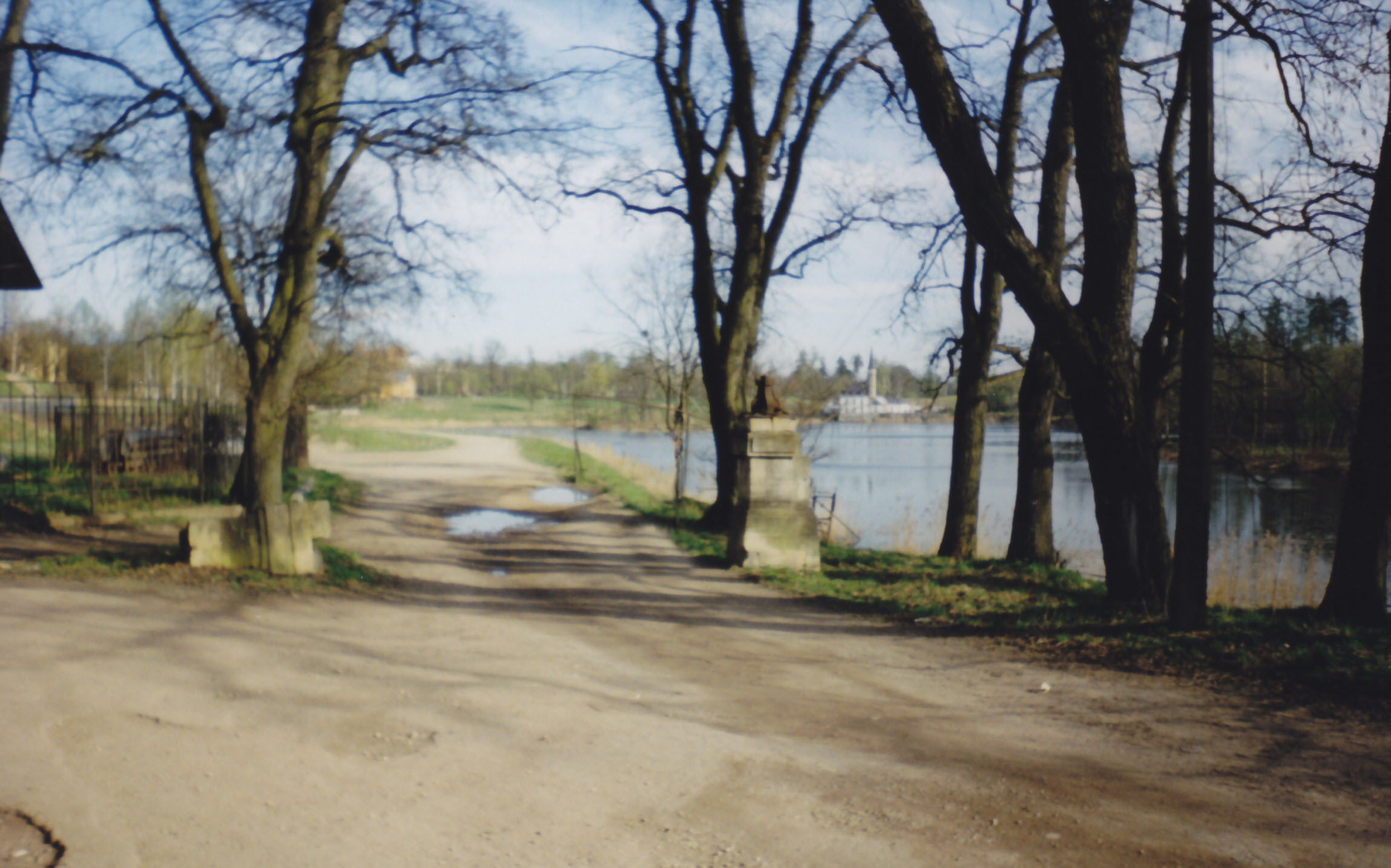
Ворота в Приоратский парк возле караулки № 3, апрель 2001 г.

Находится на берегу Чёрного озера, имеет адрес: улица Чкалова, дом 64а. Здесь дольше всего просуществовали одни из ворот Приоратского парка — начавшие разваливаться только весной 2001 года (в настоящее время от них не осталось и развалин). Сегодня в караулке — кафе «Аквамарин». Ворота флигеля заделаны; участок огорожен металлической решёткой.

## Караулка № 4

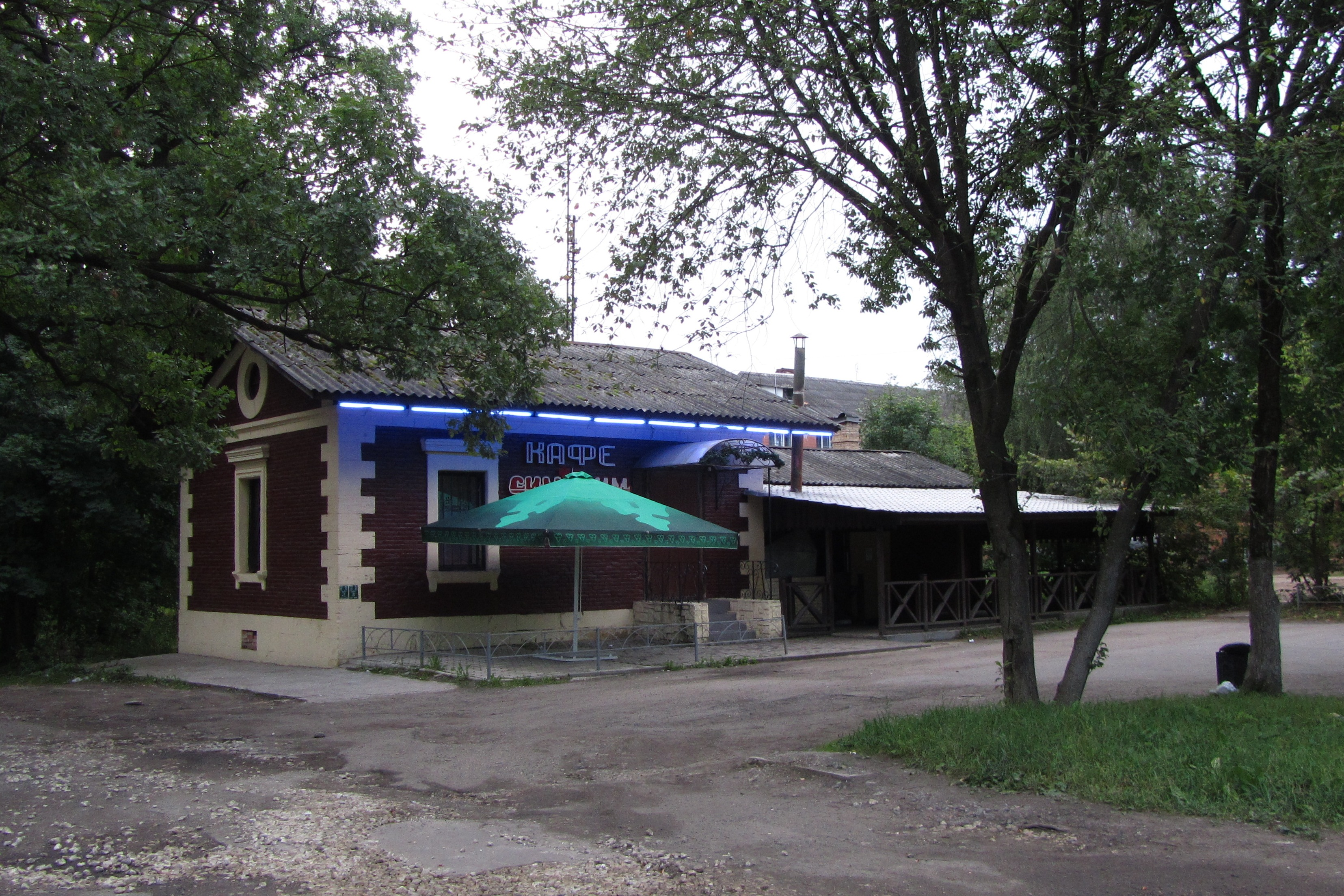
Караулка № 4 (2014 г.)

Расположена близ обелиска Коннетабль, имеет адрес: улица Киевская, дом 2. В караулке находится кафе «Сим-сим»; к флигелю пристроена терраса. У этого входа в Приоратский парк лежат остатки одного из пилонов ворот Приоратского парка.

## Караулка № 5

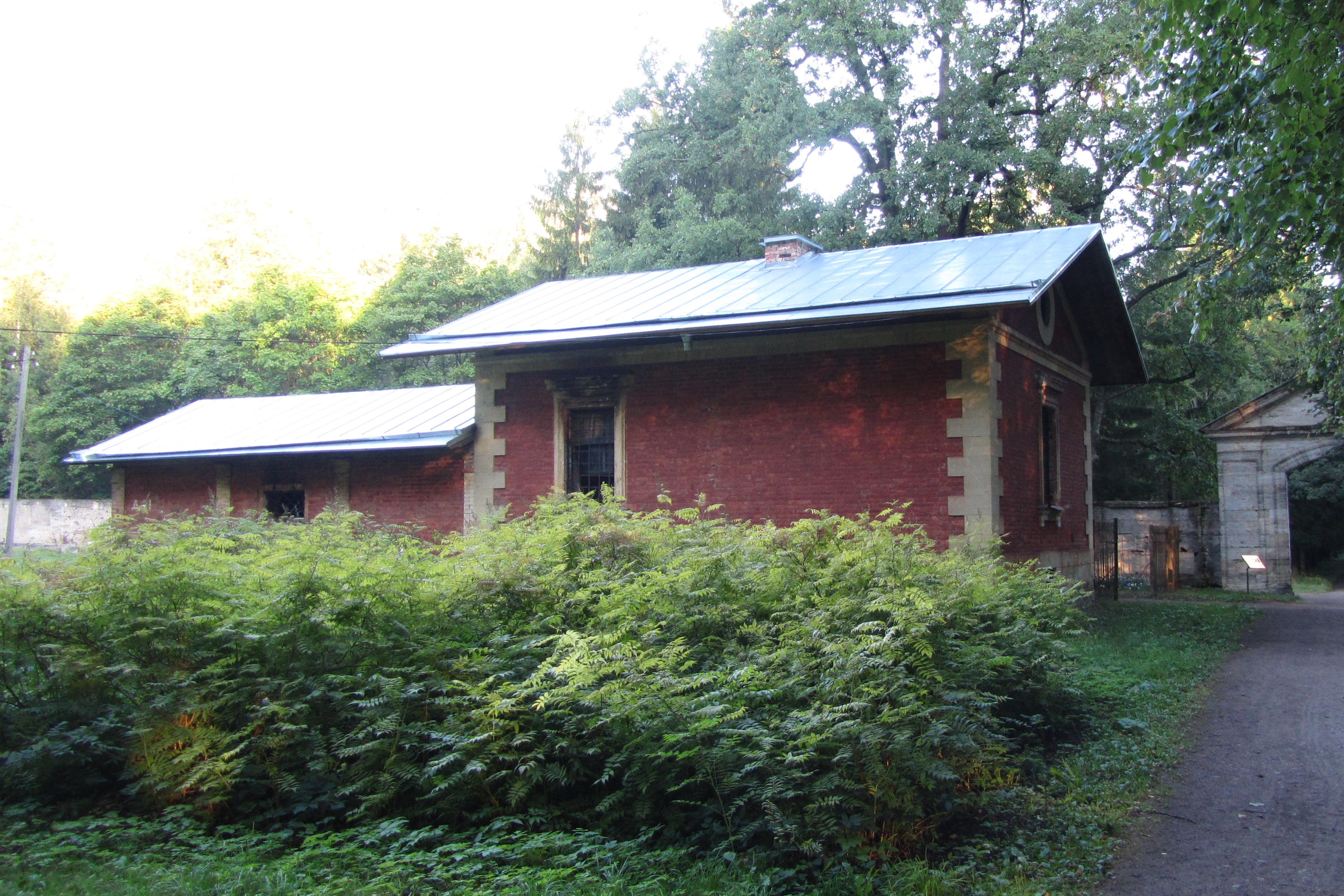
Караулка № 5 (2014 г.)

Расположена возле Сильвийских ворот, имеет адрес: Красноармейский проспект, дом 21. С 1980-х годов была заброшена. Использовалась местными бомжами и алкоголиками. Происходили горения внутренних стен и полов. В настоящее время двери восстановлены, парковой администрацией закрыты навесными замками.

## Караулка № 6

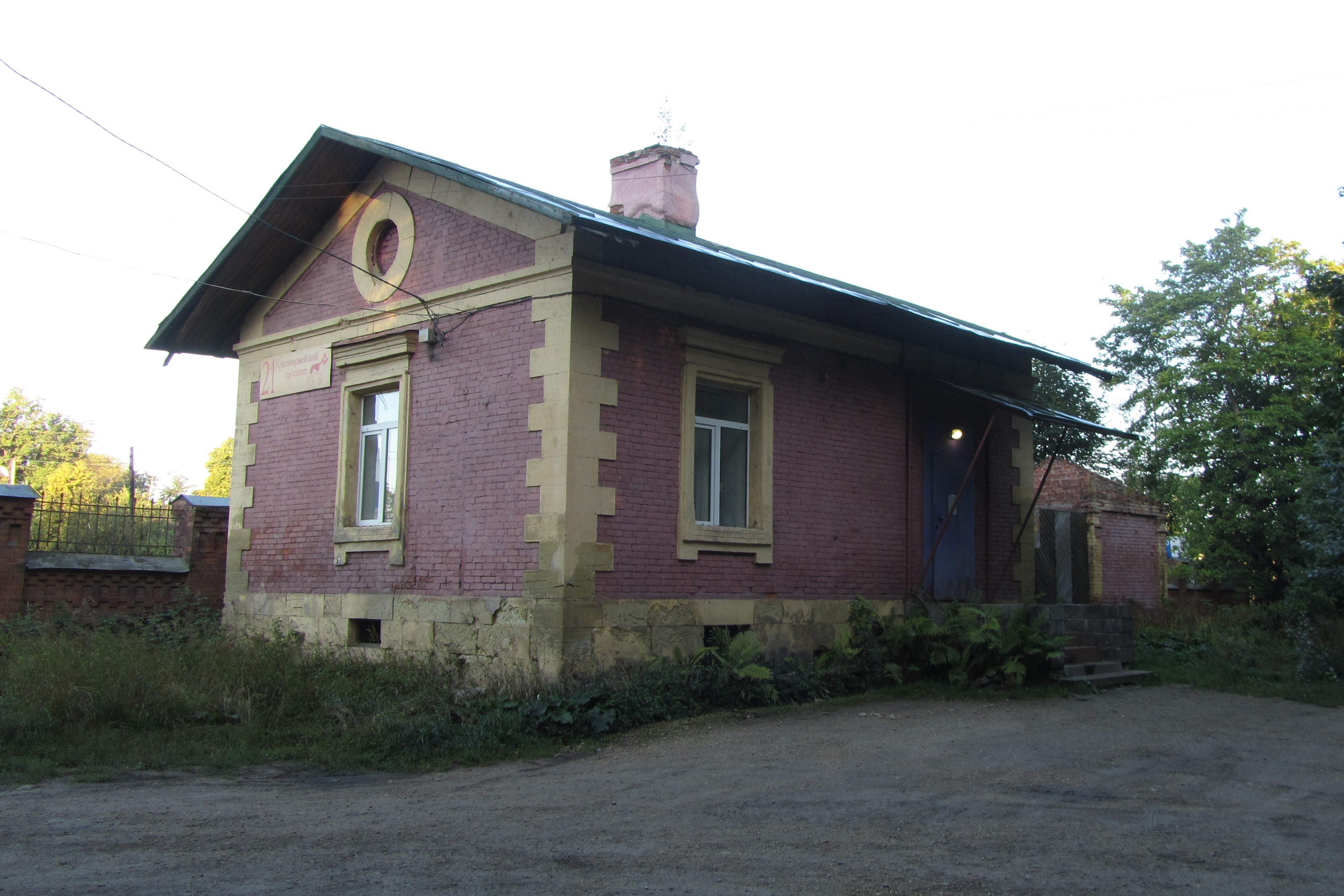
Караулка № 6 (2014 г.)

Расположена возле Чёрных ворот, имеет тот же адрес, что и караулка № 5: Красноармейский проспект, дом 21. Флигель здания разрушен. В здании находится ветеринарная клиника «Друг».

## Караулка № 7

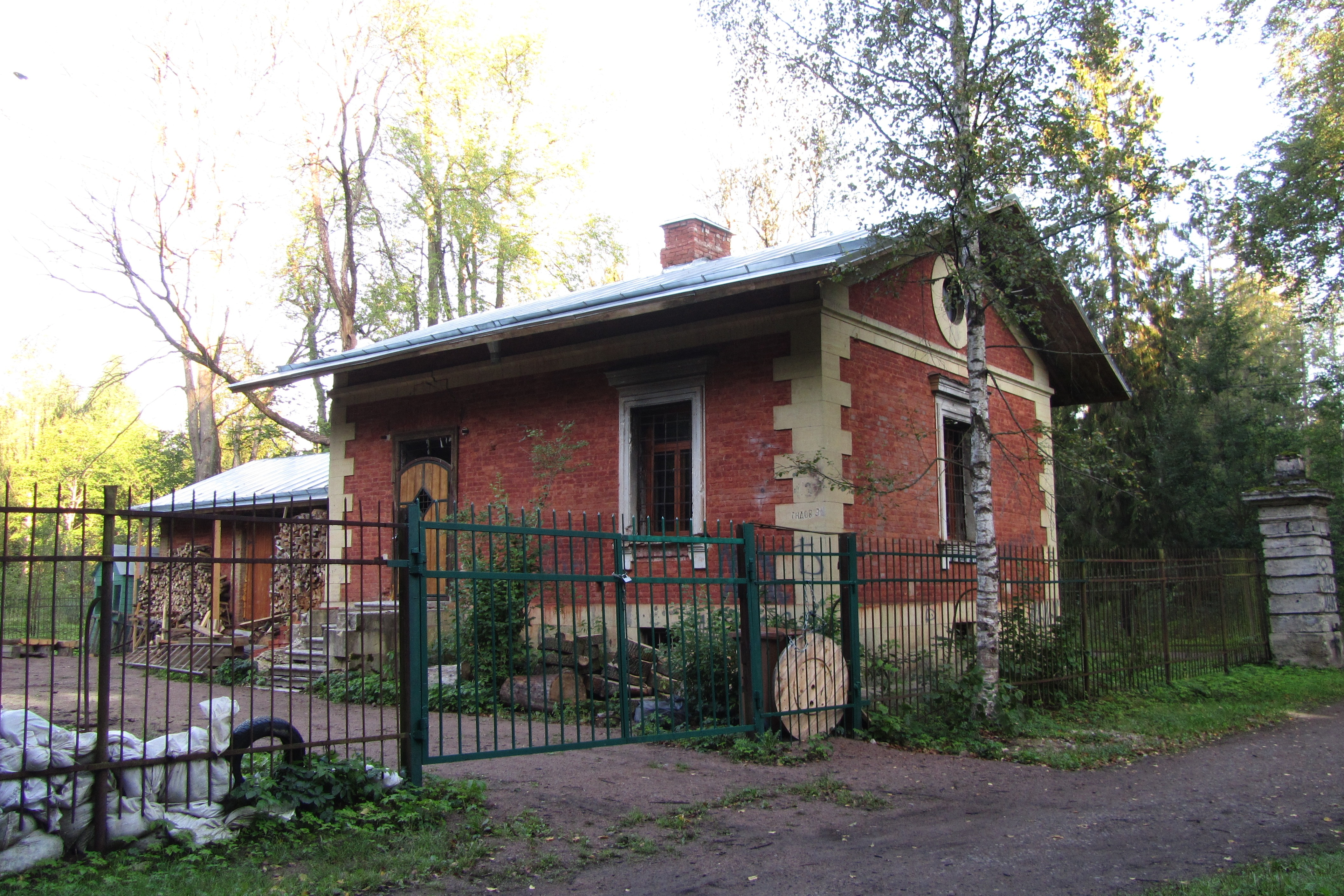
Караулка № 7 (2014 г.)

Расположена возле Каскадских ворот (на дороге к Каскаду), С 1980-х годов была заброшена. В конце 1990-х предполагалось использование местным казачеством, как опорный пункт обеспечения порядка. Огорожена металлической решёткой. В настоящее время используется парковой администрацией в качестве вспомогательного здания.

## Караулка № 8

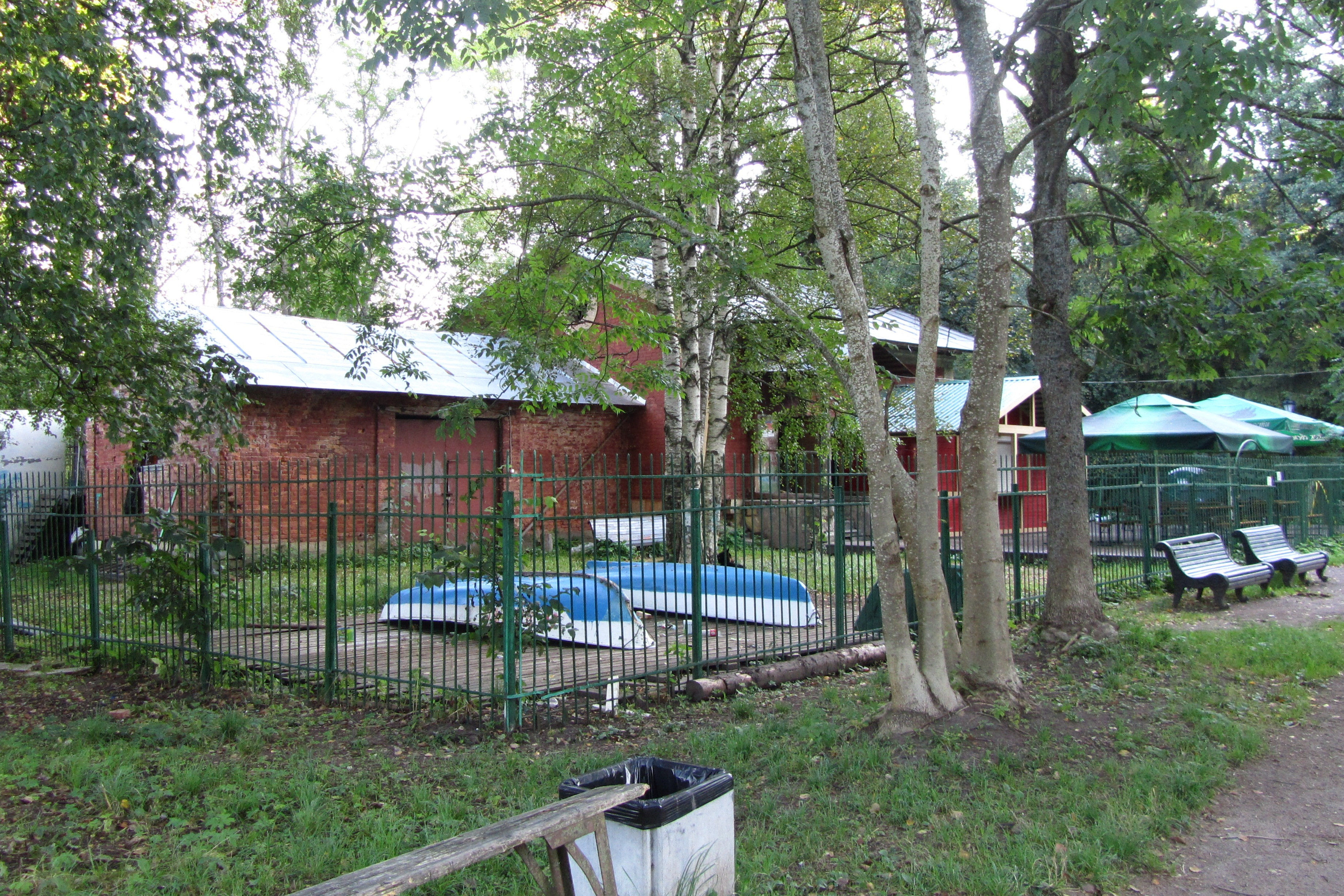
Караулка № 8 (2014 г.)

Расположена возле Зверинских ворот В настоящее время используется в качестве служебного здания лодочной станции и кафе.

## Караулка № 9

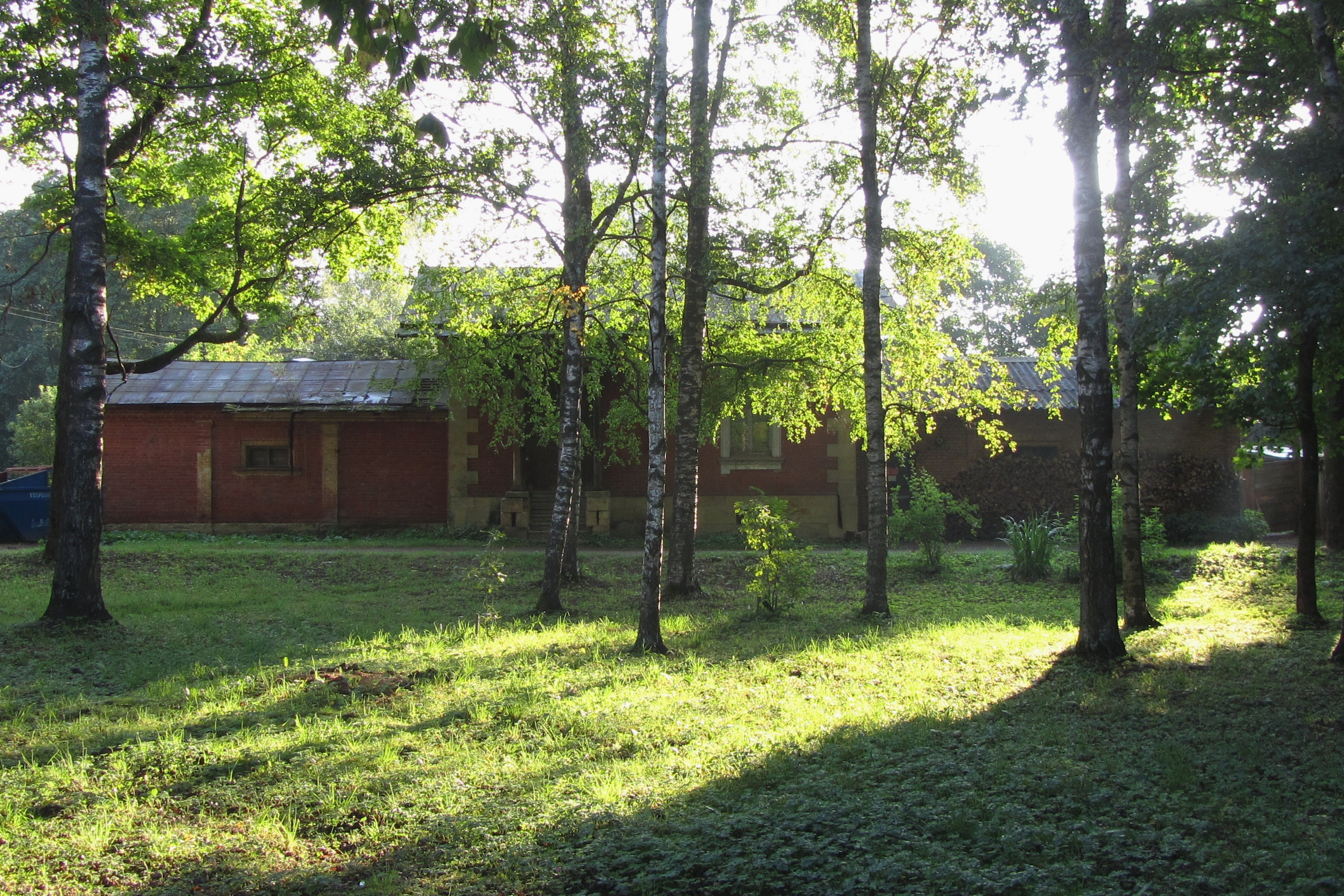
Караулка № 9 (2014 г.)

Расположена возле Берёзовых ворот. Имеет некоторую оригинальность. На заднем фасаде — два окна. Имеет два флигеля; ворота только в одном, левом, причём, на заднем фасаде. Правый флигель, хоть и имеет те же размеры, что и левый, кирпичами отличается — заметно, что построен позже. В правом флигеле в 1980-е годы находились игровые автоматы комплекса местных аттракционов; в настоящее время здесь расположен пункт парковой охраны.

## Караулка № 10

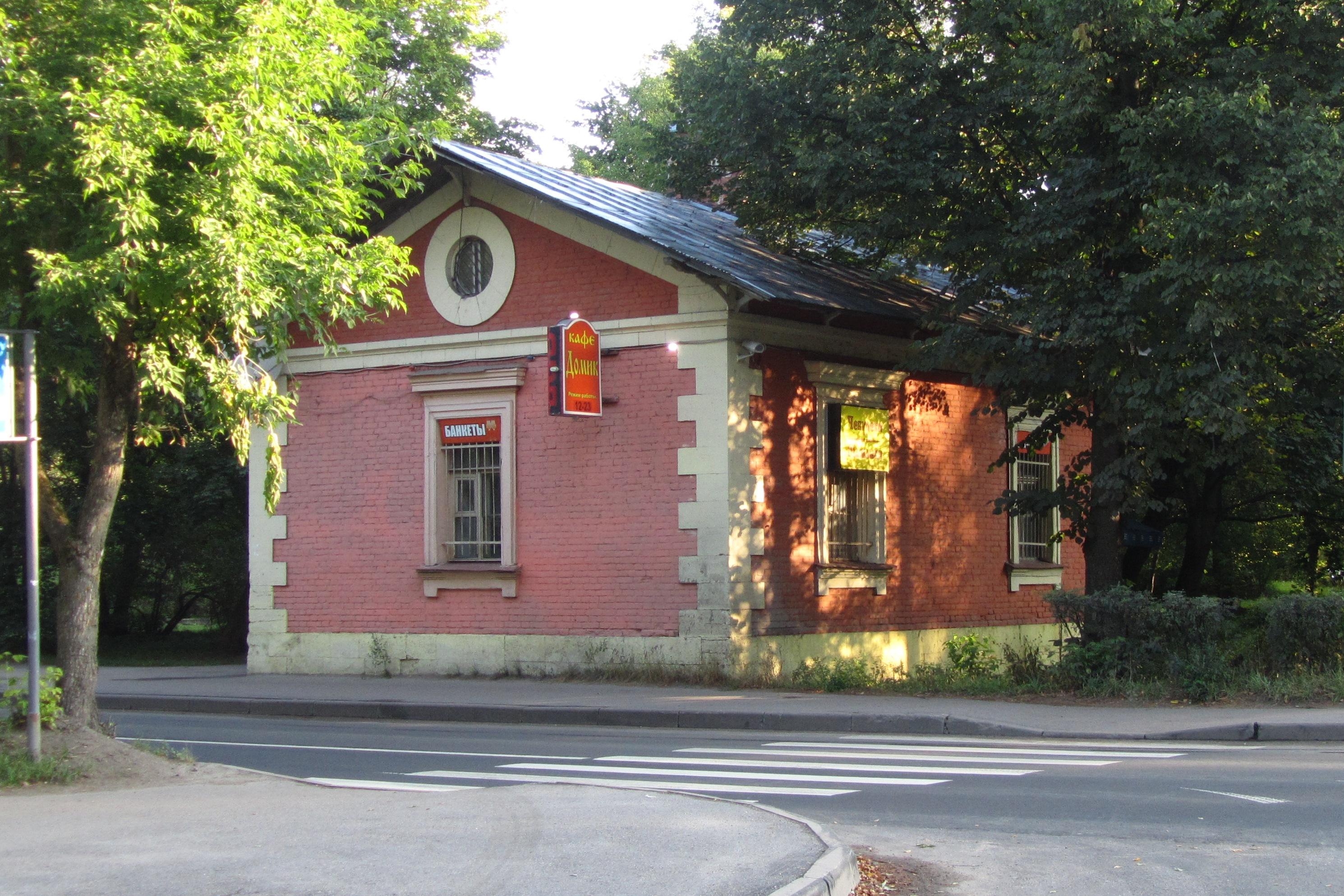
Караулка № 10 (2014 г.)

Изначально была расположена на въезде в парк Зверинец со стороны Госпитального городка, на углу улицы Берёзовой (сегодня — улица Хохлова). В результате расширения территории городской застройки оказалась в микрорайоне «Хохлово поле». Не имеет флигеля, но, также, как и караулка № 9, имеет два окна на заднем фасаде. В настоящее время здесь находится кафе «Домик».